# Bathyamaryllis perezi
Bathyamaryllis perezi är en kräftdjursart som beskrevs av Pirlot 1933. Bathyamaryllis perezi ingår i släktet Bathyamaryllis och familjen Lysianassidae. Inga underarter finns listade i Catalogue of Life.